# Andrei Nikolajewitsch Gogolew
Andrei Nikolajewitsch Gogolew (russisch Андрей Николаевич Гоголев; * 17. Mai 1974 in Semjonow) ist ein ehemaliger russischer Boxer. Er gewann die Goldmedaille im Weltergewicht bei den Sommer-Militärweltspielen 1995 in Rom und die Goldmedaille im Mittelgewicht bei den Elite-Weltmeisterschaften 2001 in Belfast.

## Werdegang
Er wurde unter anderem 1996 Russischer Meister im Weltergewicht und 1998 Russischer Meister im Halbmittelgewicht, wobei er im Finale Gaidarbek Gaidarbekow besiegte. 2000, 2001 und 2002 wurde er jeweils Russischer Vizemeister im Mittelgewicht, 2001 und 2002 nach Finalniederlagen gegen Gaidarbek Gaidarbekow. Bei den Meisterschaften gelang ihm auch ein Sieg gegen Denis Inkin.
Sein erster internationaler Erfolg, war eine Bronzemedaille im Fliegengewicht bei den 1992 in Schottland ausgetragenen Europameisterschaften der Junioren. Er war dabei im Halbfinale knapp gegen den deutschen Starter Frank Brennführer mit 7:8 nach Punkten ausgeschieden.
Im September 1995 gewann er im Weltergewicht die Militärweltspiele in Rom und besiegte dabei auf dem Weg zum Titel unter anderem den Thailänder Komgrit Nanakon (14:11), den Franzosen Hussein Bayram (K. o.) und den Iren William Egan (7:5).
Im Juni 2001 nahm er im Mittelgewicht an den Weltmeisterschaften in Belfast teil und gewann auch hier den Weltmeistertitel, nachdem er Thierry Karl aus Frankreich (t.K.o.), Abdelghani Kinzi aus Algerien (33:14), Donald Orr aus Kanada (t.K.o.), Carl Froch aus England (28:16) und Oʻtkirbek Haydarov aus Usbekistan (36:29) besiegt hatte.
Weitere Erfolge seiner Amateurlaufbahn waren der jeweils 5. Platz bei den Weltmeisterschaften 1997 in Budapest (Niederlage gegen den späteren Weltmeister Alfredo Duvergel) und den Europameisterschaften 1998 in Minsk.
2006 bestritt er im Halbschwergewicht zwei Profikämpfe in Russland, die er jeweils nach Punkten gewinnen konnte.